# Calvin Fletcher
Calvin Fletcher (Ludlow, 4 de fevereiro de 1798 - Indianápolis, 26 de maio de 1866) foi um advogado, banqueiro, empresário, fazendeiro, político e filantropo norte-americano. Foi senador estadual da Indiana e o primeiro advogado a atuar em Indianápolis. Destacado antiescravagista, ajudou a formar tropas de afro-americanos que combateram pela União durante a Guerra Civil Americana.[carece de fontes?]